# Bufo pseudoraddei
Bufo pseudoraddei és una espècie d'amfibi que viu al Pakistan i, possiblement també, a l'Afganistan.
Està amenaçada d'extinció per la pèrdua del seu hàbitat natural.